# Alex Frame
Alex Frame (Christchurch, 18 de junio de 1993) es un deportista neozelandés que compite en ciclismo en las modalidades de pista, especialista en la prueba de persecución por equipos, y ruta.
Ganó una medalla de oro en el Campeonato Mundial de Ciclismo en Pista de 2015, en la prueba de persecución por equipos.

## Medallero internacional
| Campeonato Mundial | Campeonato Mundial      | Campeonato Mundial | Campeonato Mundial      |
| Año                | Lugar                   | Medalla            | Competición             |
| ------------------ | ----------------------- | ------------------ | ----------------------- |
| 2015               | Saint-Quentin (Francia) | Medalla de oro     | Persecución por equipos |

## Palmarés
2015
- 1 etapa del Tour de Southland

2016
- 1 etapa del Tour de Southland

2017
- 2 etapas del New Zealand Cycle Classic
- 2 etapas del Istrian Spring Trophy
- 1 etapa del Tour de Loir-et-Cher